# Улётный экипаж
«Улётный экипа́ж» — российский комедийный телесериал. Производством сериала занимались продюсерский центр «Горад» и кинокомпания «ВВП Альянс». Большая часть съёмок проходила в Санкт-Петербургском аэропорту «Пулково».
Премьера телесериала была изначально запланирована на телеканале «СТС» 26 марта 2018 года, но из-за трагедии в Кемерово была перенесена на 2 апреля 2018 года в 20:00. На первой неделе показа выходило сразу по две новых серии. Новые серии выходили в эфир с понедельника по четверг в 21:00.
Слоган первого сезона — «Летайте с восторгом».
7 мая 2018 года актриса Наталья Бардо в своём Инстаграме официально сообщила о продлении сериала на второй сезон.
Премьера второго сезона состоялась 3 декабря 2018 года на телеканале «СТС». Новые серии выходили в эфир с понедельника по четверг в 19:30. Второй сезон объявили финальным.
Слоган второго сезона — «Пилоты — лучшие друзья девушек».
Заключительная серия вышла в эфир 13 декабря 2018 года в 20:30.

## Сюжет
«Девушка за штурвалом самолёта — что может быть хуже?», — думал пилот Лёша Кулагин, пока его страхи не оправдались. С помощью шантажа умница, красавица и лучшая девушка-пилот в лётном училище Полина Овечкина уговаривает упрямого грубияна бросить грузовые самолёты, возглавить гражданский экипаж в авиакомпании «Восторг Авиа» и взять её вторым пилотом; просто Кулагин для Полины единственный шанс, наконец-то, отточить теорию на практике, ведь лётчики авиакомпании «Восторг Авиа» не готовы делить самолёт хоть и с профессионалом, но на каблуках…
Во втором сезоне Лёша увольняется из авиакомпании и сначала начинает работать в такси, а затем становится личным пилотом поп-звезды Карины. Полина становится первым пилотом, а вторым пилотом в её экипаже становится младший брат Лёши Саша. У авиакомпании появляется новый владелец, шурин Виктора Юрьевича Степанова Пётр Алексеевич Романов.
В экипаже появляется новая бортпроводница Юлия Зуева, которая до этого никогда не летала на самолётах.

## В главных ролях
| Актёр                       | Роль |
| --------------------------- | --- |
| Алексей Чадов               | Лёша Кулагин командир экипажа грузового воздушного судна (1 серия), командир экипажа пассажирского воздушного судна (со 2 серии), влюблён в Полину Овечкину и встречался с ней с 17 по 21 серию, а также встречается с ней с 42 серии, с 22 серии — личный пилот Карины |
| Наталья Бардо               | Полина Овечкина второй пилот экипажа пассажирского воздушного судна (со 2 серии), первый пилот пассажирского воздушного судна (с 22 серии), влюблена в Алексея Кулагина, с 17 по 21 серии, и с 42 серии — его девушка, подруга Жанны Глушко и Насти Касаткиной          |
| Катрин Асси                 | Жанна Глушко бортпроводница, эффектная девушка со множеством поклонников, но ни разу не состояла в серьёзных отношениях, подруга Полины Овечкиной и Насти Касаткиной. С 28 серии — девушка Мити Лёвкина. В 42 серии узнаёт, что беремена от него                        |
| Дарья Сагалова              | Настя Касаткина бортпроводница, с 18 по 22 серии — девушка Мити Лёвкина, подруга Полины Овечкиной и Жанны Глушко, во 2 сезоне уволилась и уехала в Германию |
| Юлия Топольницкая           | Стефа Степанова (Румянцева) дочь владельца «Восторг Авиа», студентка Женевского университета, с 21 серии — невеста Анатолия Румянцева, с 42 серии — его жена, с 29 серии — официантка в кафе аэропорта                                                                  |
| Андрей Родной               | Анатолий (Толян) Румянцев грузчик в аэропорту, друг Макса, с 21 серии — жених Стефы Степановой, с 42 серии — её муж |
| Никита Тарасов              | Никита Шиман старший бортпроводник, с 27 серии — бортпроводник |
| Сергей Белов                | Митя Лёвкин бортинженер, затем бортпроводник, с 18 по 21 серии — парень Анастасии Касаткиной, с 28 серии — парень Жанны Глушко |
| Макар Запорожский (2 сезон) | Саша Кулагин младший брат Лёши, второй пилот пассажирского воздушного судна |
| Алёна Савастова (2 сезон)   | Карина шеф Лёши, поп-певица, лицо авиакомпании «Восторг Авиа» |

## В ролях
| Актёр                     | Роль |
| ------------------------- | --- |
| Яна Крайнова              | Маша Шиман супруга Никиты Шимана |
| Олег Комаров              | Виктор Юрьевич Степанов владелец авиакомпании «Восторг Авиа» (до 22 серии), отец Стефы Степановой, в 22 серии инсценировал сердечный приступ и бежал во Вьетнам |
| Илья Рогов                | Макс Бакланов грузчик в аэропорту, друг Толика |
| Артём Карасёв             | Антон бывший жених Полины Овечкиной |
| Виктория Дайнеко          | Наташа экс-супруга Кулагина |
| Евгения Вайс              | Лиза |
| Наталья Калинина          | Алла |
| Филипп Могильницкий       | психолог |
| Олег Хамитов              | Вася |
| Антон Чернов              | Серёга |
| Виктория Заболотная       | Снежанна |
| Роман Хан                 | Ли Чанг |
| Алексей Ведерников        | пассажир |
| Светлана Столярова        | девушка на стойке регистрации |
| Владимир Андриянов        | Серёжа |
| Илья Борисов              | Бугаев |
| Наталья Ткаченко          | Татьяна |
| Олег Дуленин              | Михаил |
| Кирилл Кузнецов           | Валера |
| Арсений Семёнов           | Марк |
| Егор Бакулин              | Жека |
| Ольга Мельник             | Тамара |
| Джозеф Мунголле           | Сэм |
| Эрнест Тимерханов         | Эдуард |
| Иван Федорук              | Артём |
| Олег Пиминов              | инструктор |
| София Карабулина          | Вероника |
| Майти Бхудев              | принц Гаспар |
| Мария Русских             | Стася |
| Алиса Лозовская           | Марго |
| Юлия Пилипович            | Лёля |
| Клавдия Белова            | бабуля |
| Игорь Гаспарян            | Вахтанг |
| Ирина Пулина              | мама Кулагина |
| Дмитрий Блажко            | Николай тренер |
| Юрий Грищенко             | курьер |
| Ксения Теплова            | Юлия Зуева уборщица (до 22 серии), бортпроводница (с 23 серии), с 27 серии — старший бортпроводник                                                              |
| Владимир Сычёв            | Пётр Алексеевич Романов начальник авиакомпании «Восторг Авиа», шурин Виктора Степанова, дядя Стефы Степановой (2 сезон)                                         |
| Таисия Тарасова (2 сезон) | Никита Никитич Шиман сын Никиты и Марии Шиман |

## Приглашённые знаменитости
| Актёр           | Роль                                    |
| --------------- | --------------------------------------- |
| Александр Ревва | Артур певец                             |
| Игорь Чехов     | Костя                                   |
| Ксения Сухинова | модель лицо авиакомпании «Восторг Авиа» |

## Эпизоды
| Сезон | Сезон | Серии | Период трансляции   |
| ----- | ----- | ----- | ------------------- |
|       | 1     | 21    | 2 — 26 апреля 2018  |
|       | 2     | 21    | 3 — 13 декабря 2018 |

### Сезон 1
| № серии | Премьера   | Описание серии |
| ------- | ---------- | --- |
| 1       | 02.04.2018 | Полина Овечкина с детства мечтает стать пилотом гражданской авиации. Но только её напарником может стать один пилот — Лёша Кулагин, известный хам и грубиян, которого можно заставить летать с женщиной только с помощью шантажа. Бортинженер Митя пытается завоевать расположение стюардессы Насти, а её коллега Жанна безуспешно борется с лишним весом. Грузчик Толян объясняет своему другу и напарнику Максу, как получить номер телефона любой девушки с помощью чемодана и природного обаяния. |
| 2       | 02.04.2018 | Лёша решает любой ценой избавиться от Полины. Инженер Митя устраивается в экипаж бортпроводником, чтобы быть поближе к Насте, а Жанна и Никита ссорятся из-за понятия «спойлер». |
| 3       | 03.04.2018 | Полина всерьёз хочет перевоспитать Лёшу. Толян и Макс разворачивают в терминале аэропорта бизнес по обертыванию сумок, а Жанну и Настю ограбил «пончиковый воришка». |
| 4       | 03.04.2018 | Полина сталкивается с непростой задачей — как с помощью женщин вернуть Лёше желание летать. Митя обращается за помощью к Жанне в выборе подарка для Насти, а грузчик Толян узнаёт, что 7 лет назад он стал отцом. |
| 5       | 04.04.2018 | Лёша и Полина берут в кабину китайского пилота-студента по обмену и ссорятся из-за разных взглядов на его воспитание. Жанна и Настя строят глазки пассажиру, а грузчик Толян знакомится со Стефой. |
| 6       | 04.04.2018 | Лёша и Полина отправляются к Наташе, бывшей жене Кулагина. Жанна знакомится с обаятельным инструктором Костей, а Толян продолжает играть роль пилота, чтобы встречаться со Стефой, которая оказывается дочерью Степанова. |
| 7       | 05.04.2018 | Полина разрывается между Лёшей и женихом Антоном. Толян подставляет свой коллектив, а Никита теряет куклу, на которой он отрабатывал отцовские навыки. |
| 8       | 05.04.2018 | Из-за сильной пурги в Мурманске экипаж Кулагина и Овечкиной оказывается запертым в самолёте. Лёша ругается с Полиной, Никита отчаянно врёт жене, Митя делает очередную попытку наладить романтические отношения с Настей, а тем временем в Москве Стефа делает Толе неожиданный сюрприз. |
| 9       | 09.04.2018 | Полина узнаёт, что Лёша летает с другой девушкой-пилотом. Жанна решает свести татуировку с именами бывших парней, а Толян и Макс оказываются на даче Степанова в разгар его дня рождения. |
| 10      | 10.04.2018 | Антон делает предложение Полине и дарит ей бабушкино кольцо. Толян после расставания со Стефой спешит уволиться, а Жанна и Никита спорят, какой фильм круче — «Сумерки» или «Крёстный отец». |
| 11      | 11.04.2018 | Полина и Лёша узнают, что у них много общего: они оба ненавидят скучные выходные со своими «вторыми половинками». Толян, чтобы обезопасить себя от подозрений Степанова, врёт, что любит Макса. Настя встречает богатого золотодобытчика из Якутии, который оказывается лучшим другом Мити. |
| 12      | 12.04.2018 | Полина решает проучить Лёшу и находит себе неожиданную замену. Никита везёт запрещённый и очень пахучий фрукт — дуриан. Жанна в борьбе с лишним весом заходит слишком далеко. Степанов узнаёт, что обидчиком его дочери является Толик. |
| 13      | 16.04.2018 | Лёша из любви к маме изображает любовь с Полиной. Жанна и Костя расстаются из-за постоянных перелётов Жанны. Степанов хочет припугнуть Толяна. |
| 14      | 17.04.2018 | Лёша, чувствуя свою вину за ссору Антона и Полины, примеряет на себя роль Купидона. Стефа сбегает из дома и узнаёт, что такое жизнь простых людей. Жанна замечает, что отношения с ресторатором увеличивают её вес. |
| 15      | 18.04.2018 | Лёше снится овечка, намекающая ему на любовь с Полиной. Митя встречает девушку с фобией. Толян неожиданно получает должность менеджера грузового терминала. |
| 16      | 19.04.2018 | Настя и Жанна хотят устроить для Полины отвязный девичник в Сочи, но Лёша оказывается не в то время и не в том месте. Став большим начальником, Толян теряет лучшего друга. |
| 17      | 23.04.2018 | Долгожданная свадьба Полины и Антона превращается в арену боевых действий. Митя наконец-то проявляет себя как настоящий мужчина. Никита ищет поводы сбежать от жены. Толян понимает, что дружба важнее работы. Полина получает записку от Лёши. |
| 18      | 24.04.2018 | Лёша делает всё, чтобы скрыть свои отношения с Полиной; Настя о том же просит Митю. В обмен на согласие на скорую свадьбу Толян получает дорогой автомобиль. |
| 19      | 25.04.2018 | Полина достигла своей главной мечты — стать командиром экипажа, но ради любви к Лёше готова от неё отказаться. Толян переключается на других девчонок, а Митя на курсах оказания первой медпомощи устраивает скандал. |
| 20      | 26.04.2018 | Лёша на один рейс становится вторым пилотом. Жанна попадает в сказку, примеряя на себя роль Золушки. Никита сбегает с родов своей жены. |
| 21      | 26.04.2018 | Степанов дарит экипажу купон на прохождение пиратского квеста, думая, что он развлечёт и объединит команду. Но в итоге Жанна решает уйти из экипажа, Митя делает Насте необдуманный подарок, а Лёша и Полина попадают в любовное приключение с грустным финалом. И только Толян получает всё, о чём мечтал. |

### Сезон 2
| № серии | Премьера   | Описание серии |
| ------- | ---------- | --- |
| 1 (22)  | 03.12.2018 | Кулагин и Полина по-прежнему не общаются. Полина продолжает работать в «Восторг-Авиа», а Кулагин увольняется и устраивается в такси. Полина знакомится с новым вторым пилотом Сашей, который сильно напоминает ей Кулагина. Бортпроводники Жанна, Митя и Никита знакомятся с новым начальником Петром Романовым, который даёт им экзотическое задание.                                        |
| 2 (23)  | 03.12.2018 | Новый начальник авиакомпании Романов объявляет о фотосессии всего экипажа для рекламного плаката. Лицом компании становится певица Карина. Кулагин отказывается от фотосессии. Полина пытается доказать Романову, что Саша не может с ней летать по очень веской причине: Саша — сводный брат Кулагина.                                                                                       |
| 3 (24)  | 04.12.2018 | Карина просит Кулагина присмотреть за милой собачкой Йосей, но Кулагин теряет Йосю и пытается найти ему замену. Саша подтасовывает анализы для ВЛЭК. Романов симпатизирует Юле, поэтому делает её бортпроводницей. Никита в бешенстве от этого назначения. |
| 4 (25)  | 04.12.2018 | Полина, Кулагин и Саша оказываются за одной партой на курсах повышения квалификации. Братья вспоминают прошлое и начинается новый виток старого конфликта. Жанна и Митя в поисках любви отправляются на двойное свидание. Романов предлагает Юле позаниматься с ним английским языком, но Юля не так всё понимает.                                                                            |
| 5 (26)  | 05.12.2018 | Экипаж едет на природу, чтобы сжечь духов прошлого. Там же оказывается Кулагин, который привёз Карину выступать на фестивале. Полина и Кулагин пытаются позвонить друг другу, чтобы объясниться, но связь обрывается в самый драматичный момент. Толян сопровождает в полёте престарелую графиню в надежде получить её наследство.                                                            |
| 6 (27)  | 05.12.2018 | Романов начинает день с жёсткого разговора с экипажем. Экипаж думает, что это Юля рассказывает Романову обо всех проделках ребят. Кулагин видит, как Полина мило общается с Сашей, и, чтобы вызвать ревность Овечкиной, он соглашается сняться в клипе Карины. Стефа ссорится с Толяном и ищет себе работу в аэропорту.                                                                       |
| 7 (28)  | 06.12.2018 | Самолёты Полины и Кулагина застигнуты сильным дождём в одном и том же аэропорту. Спать в аэропорту нельзя, поэтому на ночь оба экипажа, а также Карина и её возлюбленный Влад, отправляются в необычный отель. Жанна устраивает коллективный сеанс гадания на суженого и оказывается в одной постели с другом. Никита хочет отомстить Юле, но встречается с полтергейстом.                    |
| 8 (29)  | 06.12.2018 | Кулагин по просьбе Карины отправляется в Сочи, чтобы сопроводить известного режиссёра в Москву. Режиссёр устраивает пьяный бунт на борту. Жанна и Митя, сблизившись после событий прошлой ночи, разыгрывают Никиту с помощью телефона Романова. Толян хочет выяснить, откуда у Стефы очень дорогая сумочка, но делает неверные выводы.                                                        |
| 9 (30)  | 10.12.2018 | Саша решает поддержать Полину после её встречи с Кулагиным и предлагает ей пойти в караоке. Там же оказывается и Кулагин, который хочет доказать Карине, что он поёт лучше. Отношения Никиты и Юли ещё больше накаляются. Митя узнаёт, что Жанна беременна и делает вывод, что ребёнок его. Толян случайно выкидывает дорогую косметику Стефы, но находит решение, как достать новую.         |
| 10 (31) | 10.12.2018 | Кулагин и Саша узнают от отца печальную новость — умер их друг детства Рафик. Полина и Карина решают поддержать братьев на необычных похоронах. Никита снова пытается подставить Юлю на рабочем месте, но ещё больше настраивает против себя Романова. Толян просит Макса оплатить его свидание со Стефой, но в итоге ссорится с лучшим другом.                                               |
| 11 (32) | 10.12.2018 | Отключение горячей воды приводит Кулагина в гости к Карине, где дежурят журналисты. Голый Кулагин попадает в кадр фотообъектива. Саша пользуется моментом и приглашает Полину на дружеское свидание. Жанна просит прощение у Мити за свой эгоизм. Стефа продаёт помолвочное кольцо Толяна, а Толян в отместку отправляется в загул.                                                           |
| 12 (33) | 11.12.2018 | Валера и Влад угрожают Кулагину из-за «голого» фото с Кариной. Кулагин не воспринимает угрозы всерьёз. Романова бьёт током, и он теряет память. Никита пытается помочь Романову вспомнить одну важную деталь. Саша развлекает Полину, но ей всё напоминает об отношениях с Кулагиным. |
| 13 (34) | 11.12.2018 | Полина оказывается в одной кабине с Кулагиным. Кулагин просит Полину выслушать его. Юля обливает кофе итальянского инвестора, Никита пользуется этим моментом. Жанна с Митей пытаются разнообразить свои отношения на борту, но попадают в ловушку. Грузчик Толян поступает в институт. |
| 14 (35) | 11.12.2018 | Полина, Кулагин, Романов и все члены экипажа оказываются на встрече выпускников лётного училища. Кулагин решает стать королём вечеринки. Полина надеется быть лучшей на курсе, но убеждается, что её успехи никому не интересны. Жанна вспоминает старую любовь. Юля спасает достоинство Романова в глазах старых сокурсников, а Толян и Макс проворачивают аферу в гардеробе.                |
| 15 (36) | 12.12.2018 | Кулагин оказывается с разъярёнными футбольными фанатами на борту, которым управляют Полина и Саша. Самолёт вынужден сделать экстренную посадку и на взлётной полосе происходит необычный футбольный матч. Стефа отправляет Толяна лечиться от игровой зависимости, но получает неожиданный результат. Юля на один вечер становится женой Романова.                                            |
| 16 (37) | 12.12.2018 | Весь экипаж оказывается в Петербурге. Никита подслушивает разговор Юли с незнакомцем и делает всё, чтобы Романов узнал её секрет. Саша наконец-то остаётся наедине с Полиной. Толян и Стефа гостят у двоюродного брата Толяна. А рэпер Влад приглашает Карину в императорский номер. |
| 17 (38) | 12.12.2018 | Полина организует для Саши романтический вечер. Кулагин предлагает Карине пожить у него. Толян решает переехать к Стефе и подыскивает Максу нового соседа. Романов, узнав о ребёнке Юли, решает с ней расстаться, для чего придумывает железное оправдание. |
| 18 (39) | 13.12.2018 | Кулагин и Саша опять встречаются и обещают друг другу бороться за место в сердце Полины. Романов предлагает Юле сходить к знаменитому астрологу, от которого она без ума. Жанна и Митя ссорятся по каждому поводу, а Макс влюбляется в свою новую соседку. |
| 19 (40) | 13.12.2018 | Валера застаёт Карину и Влада в самолёте. Карина просит Кулагина организовать побег от ревнивого мужа в далёкую Индию. Саша просит прощения у Полины за драку с братом, но Полина убеждается, что ни с одним из Кулагиных не будет счастлива. Романов знакомится с родителями Юли и подставляет её отца. Митя ревнует Жанну к пассажиру с ребёнком, а Толяна охватывает страх перед свадьбой. |
| 20 (41) | 13.12.2018 | Кулагин и Саша в первый раз оказываются в одной кабине. Полина пытается понять, кого из братьев она действительно любит. Толян и Стефа женятся. Юля, узнав истинное лицо Романова, увольняется из «Восторг-Авиа». Никита наконец-то возвращает себе должность старшего бортпроводника. |
| 21 (42) | 13.12.2018 | Полина получает предложение по работе, от которого невозможно отказаться. Раскаявшийся Романов летит к Юле в её родную деревню. Жанна рассказывает Мите радостную новость, а Стефа и Толян проводят отпуск вовсе не так, как они планировали. |

## Премия
- Телесериал получил премию ТЭФИ 2018 в номинации «Телевизионная многосерийная комедия/Ситком»[2].

## Критика
Евгений Ухов, обозреватель Film.ru, негативно отозвался о сериале: «Блёклый и крайне небрежно сделанный сериал о конкуренции пилотов пассажирской авиакомпании с непритязательным юмором, клишированными сюжетными ходами и посредственной актёрской игрой».